# Le Maître des bots
Le Maître des Bots (The Bots Master) est une série télévisée d'animation franco-américaino-canadienne en quarante épisodes de 23 minutes, créée par Jean Chalopin et Avi Arad et diffusée aux États-Unis entre le 1er janvier 1993 et le 1er mai 1994 en syndication.
En France, la série a été diffusée à partir du 28 septembre 1994 dans l'émission Club Dorothée sur TF1. Elle est régulièrement rediffusée depuis 2003 sur la chaîne Mangas. Elle est également disponible en intégralité sur la chaîne YouTube TeamKids depuis le 25 avril 2018.

## Synopsis
En 2025, la vie sur Terre est grandement facilitée grâce aux nombreux robots créés par Ziv Zulander. Mais lorsque ce dernier découvre que le directeur de Robotic Megafact Corporation, l'entreprise qui fabrique ces robots et dans laquelle il travaille, veut les transformer en machines de guerre afin de conquérir la planète, il démissionne. Commence alors, avec l'aide de sa sœur Blitzy et de ses robots, les Boyzz, sa croisade contre le mal et déjouer les plans de la RM Corp.

## Fiche technique
- Maison de production : Créativité et Développement
- Année de production : 1993
- Réalisation : Xavier Picard
- Musique originale : Alain Garcia (Saban Int.)
- Sound Design : Bell X-1, Gilbert Courtois
- Bruiteur : Patrick Martinache
- Mixage : Studio Ramses

## Doublage
- Denis Laustriat : Ziv Zulander
- Amélie Morin : Blitzy Zulander[1]
- Luc Bernard : Lewis Leon Paradim
- Med Hondo : Dr Hisss, Watzon (2e voix)
- Luq Hamet : Toolzz, Cook, Kiddie, Ace
- Gilles Laurent : Batzz, D'Nerd
- Dorothée Jemma : T4
- Vincent Ropion : All Ball
- Gérard Dessalles : Twig, Genesix
- Georges Atlas : Watzon (1re voix)
- Greg Germain : Jammerzz

## Épisodes
1. Adios... Ziv ! (Adios ZZ)
2. Le Ninjzz fait son entrée (Enter the Ninjzz)
3. La Brigade des BattleBots de Blitzy (Blitzy's BattleBots Brigade)
4. Arrêtez ce robot (Stop that Bot)
5. Bloc 93 (Bloc 93)
6. Des fleurs pour Ziv (Flowers for ZZ)
7. Cock pour la Corps (Rock the Corp)
8. Cette terre m'appartient (This Land is my Land)
9. Contes en banque (You can Bank on it)
10. Ziv retourne aux sources (ZZ Come Back)
11. Perdu (Lost)
12. Abattez les Boyzz (Bring the Boyzz Down)
13. Bobespion (Spybot)
14. Allez à la montagne (Climb the Mountain)
15. À l'assaut du Bunker 435 (Assault on Bunker 435)
16. Rendez-vous avec une inconnue (Blind Date)
17. À portée du pouvoir (Grasp for Power)
18. Bobby et ses Bots (Bobby and his Bots)
19. L'Arme (The Weapon)
20. Quelques bons Boyzz (A Few Good Boyzzs)
21. Paradim et son double (A Tale of Two Paradims)
22. Général Blitzy (General Blitzy)
23. Le Scanner de Zulander (The Zulander Scanner)
24. Jeux d'esprit (Mind Gamez)
25. La Machination de l'île (Island Ploy)
26. Photo finish (Photo Finish)
27. Un cadeau pour Frenzy (A Gift for Frenzy)
28. Ziv la loi (ZZ and the Law)
29. Le Rendez-vous (The Appointment)
30. Le Duel (The Duel)
31. Les Mauvais Boyzz sont parmi nous (The Bad Boyzzs are Among Us)
32. Amical ennemi (Friendly Enemy)
33. Le Cadeau (The Gift)
34. Les Bots dans la boîte (The Bots in the Booth)
35. Building Huit (Building Eight)
36. Le Dôme maudit (The Tome of Doom)
37. Frenzy fleurie (Friendly Frenzy)
38. Momzz (Momzz)
39. Emporte-moi sur la Lune (Fly Me to the Moon)
40. Soleil couchant (The Setting Sun)

## Laser Time
Chaque épisode comprend une courte scène stéréoscopique utilisant le procédé Nuoptix 3-D basé sur l'effet Pulfrich. Pour en profiter, le spectateur est invité à utiliser une paire de lunettes, fournie à l'époque avec les jouets de la gamme, puis avec les VHS. Ainsi la scène débute par généralement par l'apparition d'un logo représentant une paire de lunettes dans le coin inférieur droit de l'image tandis que le personnage de Ziv Zulander annonce « Lazer Time, Boyzzs ! ». Elle se termine par la paire de lunettes barrée, et la phrase « Game Over, Boyzzs ! ».